# Scheune Mehringen 53

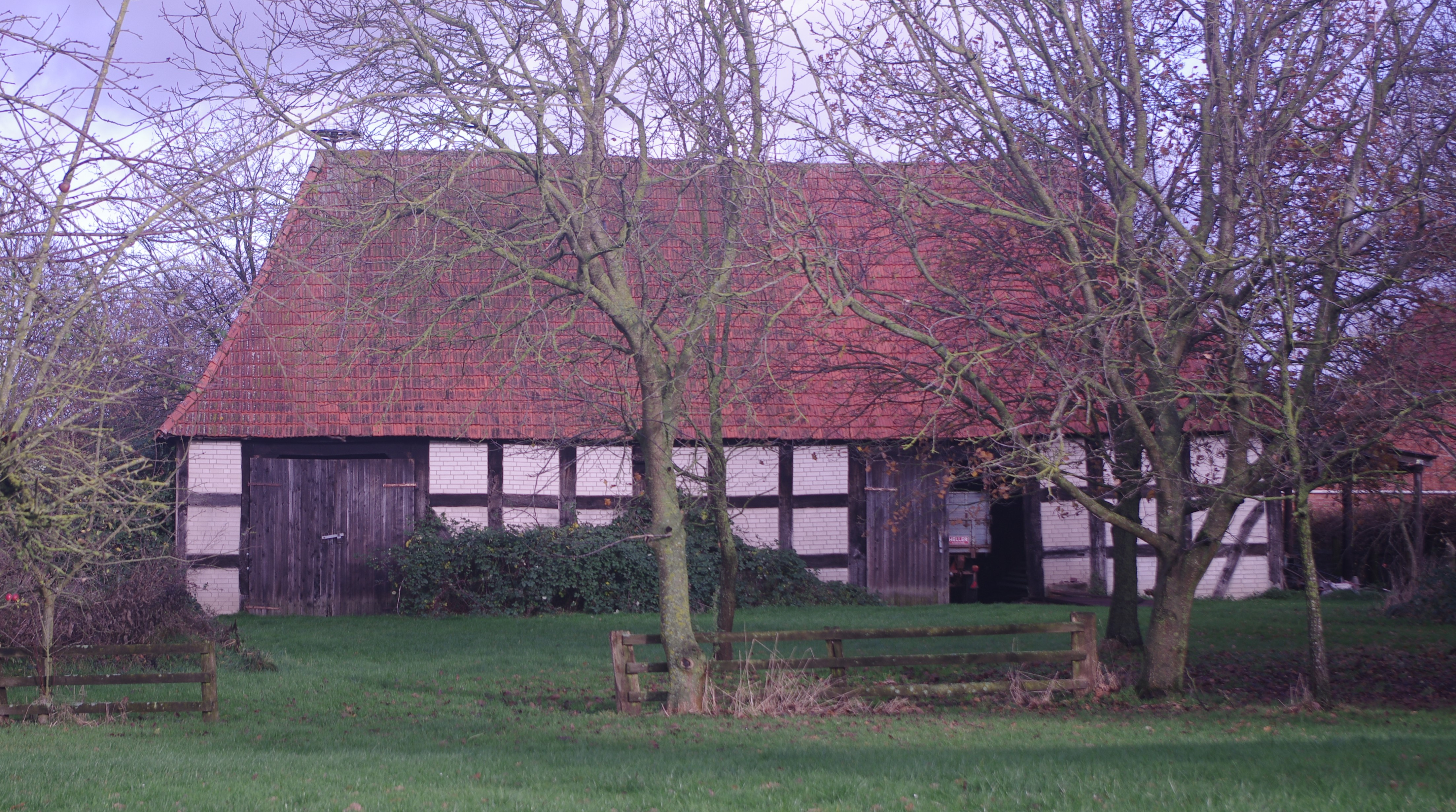

Die Scheune Mehringen 53 in Hilgermissen-Mehringen in der niedersächsischen Samtgemeinde Grafschaft Hoya stammt vom 18. Jahrhundert.
Aktuell (2023) wird die Anlage vermutlich landwirtschaftlich  genutzt.
Das Gebäude steht unter Denkmalschutz (siehe auch Liste der Baudenkmale in Hilgermissen).

## Beschreibung
Das eingeschossige Gebäude in Fachwerk mit zwei Quereinfahrten und Walmdach stammt von 1733. Daneben steht ein nicht denkmalgeschütztes Wohnhaus mit Walmdächern.
Das Landesdenkmalamt befand: „… geschichtliche Bedeutung … als regionaltypischer Wirtschaftsbau des 18. Jahrhunderts … .“